# Noémia Delgado
Noémia Delgado (* 7. Juni 1933 in Vila João de Almeida, Huíla, Angola; † 2. März 2016 in Lissabon, Portugal) war eine portugiesische Filmeditorin, Filmregisseurin und Drehbuchautorin. Sie galt als wichtige Vertreterin des Cinema Novo Português und als die wichtigste weibliche Stimme des portugiesischen Films neben Teresa Villaverde.

## Leben
Noémia Delgado wurde 1933 in der früheren portugiesischen Kolonie Angola geboren. Sie verbrachte ihre Kindheit und Jugend in Mosambik und kehrte 1955 nach Lissabon zurück. Dort besuchte sie die Escola Superior de Belas Artes und studierte Bildhauerei.
Sie arbeitete zunächst als Regieassistentin an der Seite bekannter portugiesischer Regisseure wie Manoel de Oliveira oder Paulo Rocha.
Sie war von 1957 bis 1971 mit dem Surrealisten und Lyriker Alexandre O’Neill verheiratet; zusammen bekamen sie einen Sohn, Alexandre Delgado O’Neill, einen Starphotographen in Portugal (1959–1993). 1963 saß sie während der Diktatur von Antonio Salazar für einen Monat in einem berüchtigten Staatsgefängnis in Caxias. Mit dem deutschen Regisseur Thomas Harlan war sie 1977 als Co-Regisseurin an dem Film Tore Bela beteiligt, der auch in Cannes gezeigt wurde. Während ihres Aufenthaltes in Paris arbeitete sie außerdem mit dem Dokumentarfilmer Jean Rouch zusammen. Sie drehte auch Dokumentarfilme.

## Filmografie (Auswahl)
- 1966: Das Leben ändern (Mudar de Vida)
- 1976: Mascaras (Dokumentarfilm)
- 1980: O Visconde (Fernsehfilm)
- 1981: Tiaga (Fernsehfilm)
- 1983: O canto de Sereia (Fernsehfilm)
- 1988: Quem foste, Alvarez? (Dokumentarfilm)